# I Remember You
I Remember You är en låt och en singel från den amerikanska heavy metal-gruppen Skid Rows debutalbum, Skid Row.
Låten släpptes som singel den 18 november 1989 och skrevs av Rachel Bolan och Dave "The Snake" Sabo. Den nådde plats sex på Billboard Hot 100 och 23 på Mainstream Rock Tracks under tidiga 1990. I Remember You kom att bli en av Skid Rows största hits.
I en intervju kommenterade sångaren Sebastian Bach "I Remember You was the #1 prom song in the United States of America in the year 1990... You talk about making memories! Literally the whole country of America did their prom dance to 'I Remember You' one year, and that's a real heavy memory to beat." 

## Låtlista
1. I Remember You (Bolan, Sabo) - 5:12
2. Makin' a Mess (Bach, Bolan, Sabo) - 3:35
3. Big Guns (live) (Affuso, Bolan, Hill, Sabo) - 3:45

## I Remember You Two
Under 2003 spelade Skid Row in en nyversion av låten, men denna gången med Johnny Solinger som sångare då Sebastian Bach nyligen hade sparkats. Låten spelades in under namnet I Remember You Two och finns på albumet Thickskin. Trots att den blev en av albumets populäraste låtar, gavs den aldrig ut som singel.

## Covers
- 1989 gjorde The Ataris en cover av låten på albumet Punk Goes Metal.
- Carrie Underwood har också gjort en cover på låten.

## Banduppsättning

### Originalutgåvan (1989)
- Sebastian Bach - sång
- Dave "The Snake" Sabo - gitarr
- Scotti Hill - gitarr
- Rachel Bolan - bas
- Rob Affuso - trummor

### Nyutgåvan (2003)
- Johnny Solinger - sång
- Scotti Hill - gitarr
- Dave "The Snake" Sabo - kompgitarr, bakgrundssång
- Rachel Bolan - bas, bakgrundssång
- Phil Varone - trummor